# Тульская оборонительная операция
Тульская оборонительная операция — фронтовая оборонительная операция войск Брянского фронта (командующий Ерёменко А. И.), с 11 ноября, после расформирования фронта, войск левого крыла Западного фронта (командующий Жуков Г. К.), проведённая в период 24 октября — 5 декабря 1941 года. Являлась частью битвы под Москвой 1941—1942 годов. Операция сыграла важную роль в стабилизации линии фронта на южных подступах к Москве, лишив германские части инициативы и создав условия для советского контрнаступления.
Первостепенное значение в успехе операции имела героическая оборона Тулы, которая выдержала удары немецких войск, находясь почти в полном окружении, и сковала две армии противника, включая одну танковую.

## Предыстория
После провала Орловско-Брянской оборонительной операции войска Брянского фронта, избежав окружения и уничтожения в котле, смогли отойти на новые рубежи под ударами немецких 2-й танковой группы (генерал-полковник Г. Гудериан) и 2-й полевой армии (генерал-полковник М. фон Вейхс). По оценке историка А. В. Исаева, характерной особенностью операции, проводившейся командующим 2-й танковой группы Г. Гудерианом, было «повышенное внимание к прорыву в глубину и совершенно недопустимое пренебрежение выполнением задачи уничтожения окружаемых армий». Советские войска массово выходили из окружения целыми соединениями при отсутствии деблокирующих ударов, что позволяло Ставке восстанавливать фронт с затратой меньших сил из резерва и с других участков фронта. Тем самым, первоначальный план операции «Тайфун» по охвату Москвы с юга был скорректирован: наступление немецких войск на этом направлении было задержано на 17 суток, и вместо быстрого разгрома противостоящих советских войск немецкая группировка получила перед своим фронтом сильно поредевшие, но отошедшие советские армии и спешно готовящиеся оборонительные рубежи в районе Тулы и Можайской линии обороны. С помощью населения вокруг города Тулы были созданы три оборонительных рубежа.
8 октября в Тулу прибыла из Казахстана 238-я стрелковая дивизия для обороны города. Одновременно из Тулы началась эвакуация рабочих, инженерно-технических работников и оборудования оборонных заводов и других промышленных предприятий.
Однако уже 14 октября после занятия немецкими войсками Калуги 238-я стрелковая дивизия была переброшена в район города Алексин для его обороны и недопущения прорыва на дорогу Москва — Тула. После ухода 238-й стрелковой дивизии в Туле остались 732-й зенитный артиллерийский и 171-й истребительный авиационный полки ПВО, а также 156-й полк 69-й бригады войск НКВД, прикрывающий оборонные заводы.
20 октября командованию Дальневосточного фронта было отдано распоряжение отправить на запад 112-ю танковую и 239-ю стрелковую дивизии. Командование Юго-Западного фронта получило приказание направить в район Тулы 2-й кавалерийский корпус (П. А. Белов).

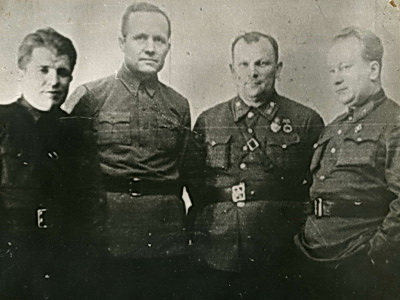
Члены Тульского городского комитета обороны: Н. И. Чмутов, В. Г. Жаворонков (председатель), А. К. Мельников, В. Н. Суходольский

По указанию Государственного комитета обороны 22 октября был образован Тульский городской комитет обороны (председатель — секретарь обкома партии В. Г. Жаворонков, Н. И. Чмутов — председатель облисполкома, В. Н. Суходольский — начальник областного управления НКВД и полковник А. К. Мельников — комендант города). На городской комитет обороны была возложена вся полнота ответственности за оборону города. 23 октября городской комитет обороны принял решение о формировании из истребительных батальонов Тульского рабочего полка в составе 1500 человек. Подступы к городу были оборудованы противотанковыми рвами, проволочными заграждениями, на улицах проведена подготовка к уличным боям: были воздвигнуты баррикады, установлены противотанковые ежи и надолбы. Наиболее опасные участки шоссейных дорог были заминированы.
К 23 октября 1941 года в составе Брянского фронта числились 3-я, 13-я и 50-я общевойсковые армии, которые занимали рубеж Белёв — Мценск — Поныри — Фатеж — Льгов. 13-я армия, выйдя из окружения 22 октября, включила в свой состав оперативную группу генерал-майора А. Н. Ермакова и заняла рубеж Фатеж — Льгов. На следующий день вышли из окружения части 3-й армии, которая заняла рубеж южнее Понырей, и части 50-й армии, занявшей рубеж от устья реки Упа до устья реки Снежедь. 25 октября 50-я армия также приняла в свой состав боеспособные части расформированной 26-й армии.
Оборона Тулы и подступов к ней возлагалась на 50-ю армию (генерал-майор А. Н. Ермаков, с 22 ноября — генерал-лейтенант И. В. Болдин). Для этого по указанию командования Брянского фронта 50-я армия осуществляла отвод своих войск с рубежа устье реки Упа — Мценск на рубеж Богучарово — Плавск с расчётной датой занятия его 30 октября.
22 октября командиром немецкой 3-й танковой дивизии 24-го моторизованного корпуса был назначен генерал-лейтенант Г. Брайт (вместо В. Моделя, ставшего командиром 41-го моторизованного корпуса). На следующий день для продолжения наступления по его инициативе была создана боевая группа полковника Г. Эбербаха (командира танковой бригады 3-й танковой дивизии), которой были подчинены танки 3-й дивизии и остатки 35-го танкового полка 4-й танковой дивизии (генерал-майор В. фон Лангеманн унд Эрленкамп), пострадавшей под Мценском от атак 4-й танковой бригады (полковник М. Е. Катуков). В качестве сковывающей группы в районе Мценска остались мотопехотные части 4-й танковой дивизии и полка «Великая Германия».

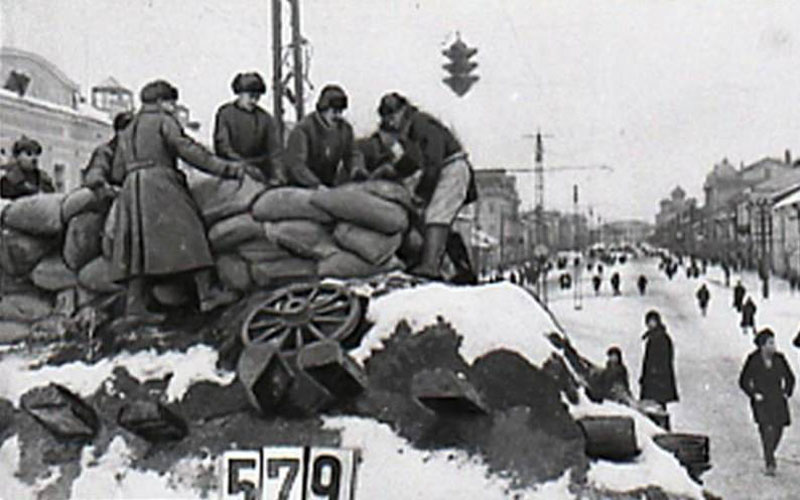
На рубежах обороны, 1941 год.
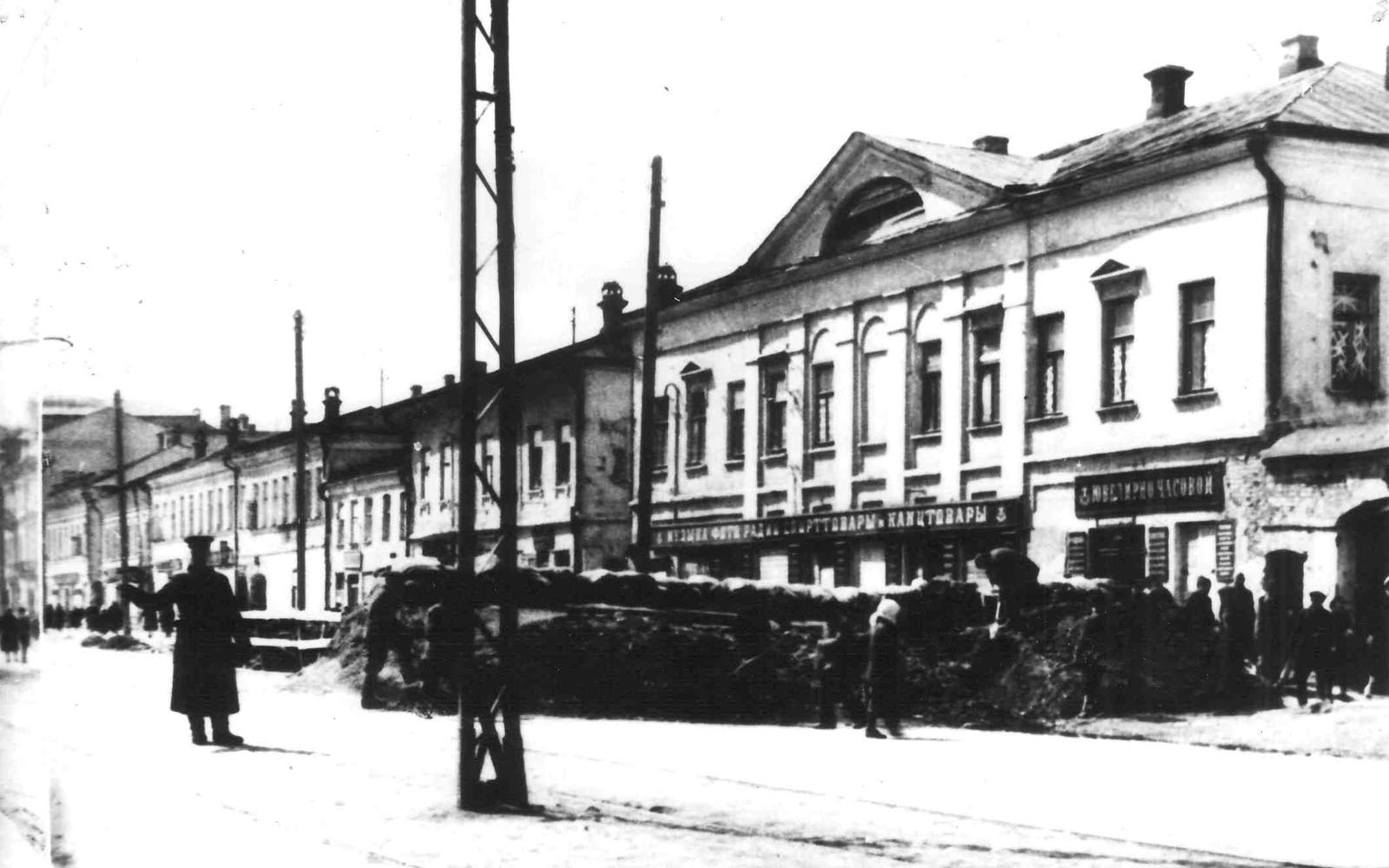
Баррикады на улице Коммунаров (в настоящее время проспект Ленина) в Туле.
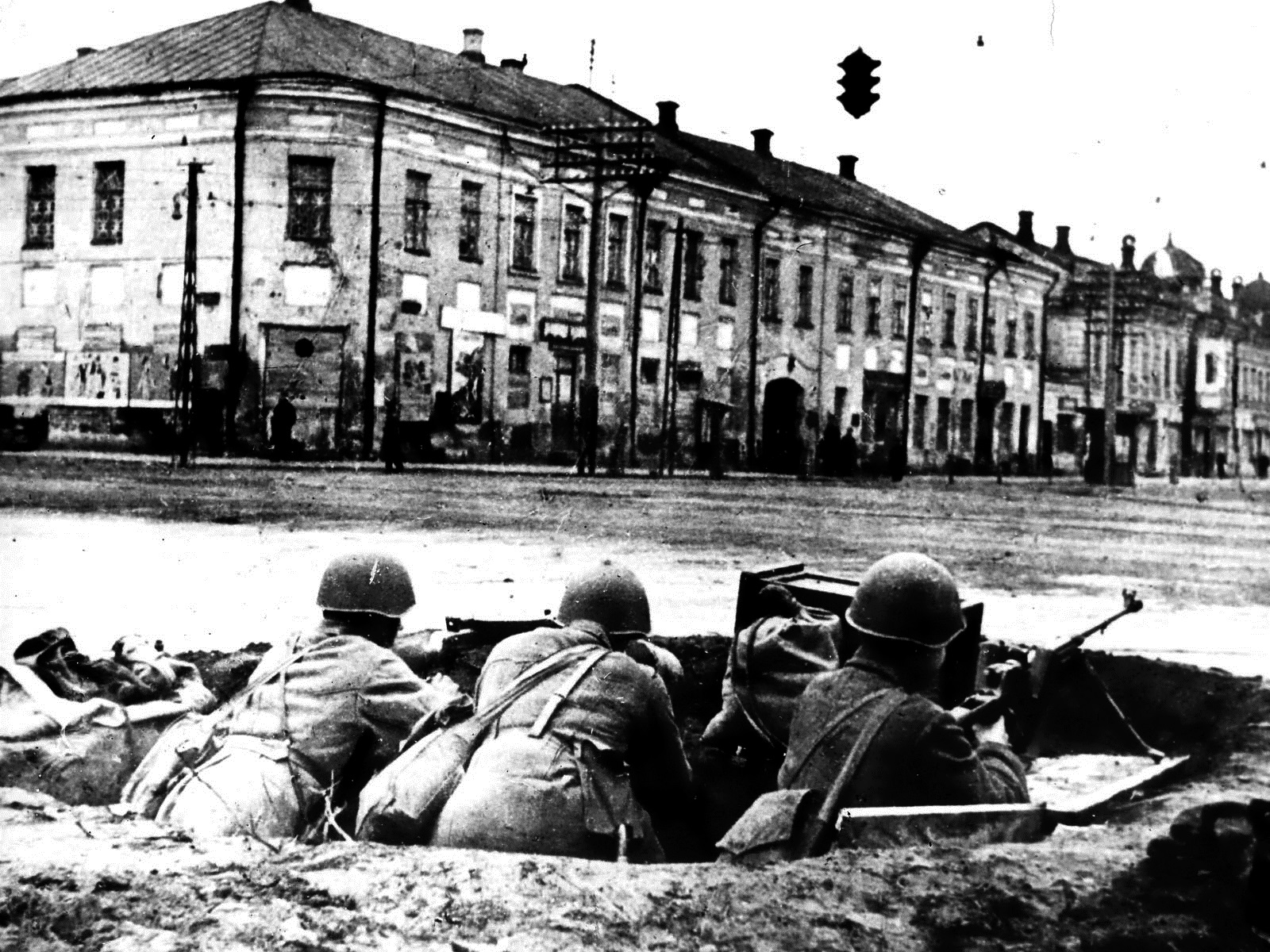
Защитники города готовы к бою. Тула, перекресток улиц Советской и Коммунаров (ныне проспект Ленина).

## Силы сторон
Для продолжения операции «Тайфун» командование группы армий «Центр» (генерал-фельдмаршал Федор фон Бок) привлекало правофланговые 2-ю танковую армию (генерал-полковник Г. Гудериан) и 2-ю полевую армию (генерал-полковник М. фон Вейхс).
Противостоящие им советские войска включали:
- 50-я армия (генерал-майор А. Н. Ермаков, с 22 ноября — генерал-лейтенант И. В. Болдин)
  - 154-я стрелковая дивизия (генерал-майор Я. С. Фоканов; 1200 чел. на 16 октября[9])
  - 217-я стрелковая дивизия (полковник В. П. Шлегель; 1600 чел. на 20 октября[9])
  - 258-я стрелковая дивизия (полковник М. А. Сиязов)
  - 260-я стрелковая дивизия (полковник В. Д. Хохлов; 200 чел. на 16 октября[9])
  - 279-я стрелковая дивизия (полковник П. Г. Шелудько; 1500 чел. на 16 октября[9])
  - 290-я стрелковая дивизия (полковник Н. В. Рякин; 1524 чел. на 20 октября[9])
  - 299-я стрелковая дивизия (полковник И. Ф. Серёгин; 400 чел. на 16 октября[9])
  - 413-я стрелковая дивизия (генерал-майор А. Д. Терешков)
  - 41-я кавалерийская дивизия (комбриг П. М. Давыдов)
  - 31-я кавалерийская дивизия (полковник Я. Н. Пивнев)
  - 11-я танковая бригада (полковник П. М. Арман)
  - 32-я танковая бригада (полковник И. И. Ющук; 5 КВ-1, 7 Т-34, 22 Т-60 и батальон мотопехоты 960 человек)
  - 108-я танковая дивизия (полковник С. А. Иванов; 3 КВ-1, 7 Т-34, 23 лёгких танка на 16 октября[8])
  - 69-я бригада войск НКВД по охране особо важных промышленных предприятий (полковник А. К. Мельников)
    - 156-й полк НКВД (майор С. Ф. Зубков, Тула)
    - 180-й полк НКВД (Сталиногорск)
    - 115-й отдельный батальон (Алексин)
    - 34-й мотострелковый полк войск НКВД (подполковник И. И. Пияшев; временно подчинялся)[10]
    - Тульский рабочий полк (майор А. П. Горшков, Тула)
    - 732-й зенитный артиллерийский полк ПВО (подполковник М. Т. Бондаренко)

  - ряд артиллерийских, инженерных и других частей

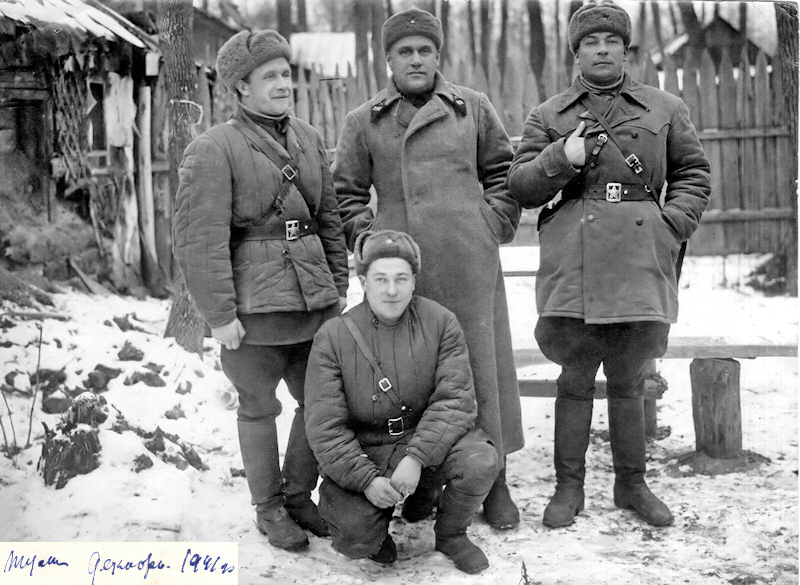
Командование 447 полка РГК в декабре 1941

- 49-я армия (генерал-лейтенант И. Г. Захаркин)
  - 2-й кавалерийский корпус (генерал-майор П. А. Белов)
  - 112-я танковая бригада (полковник А. Л. Гетман)
  - 340-я стрелковая дивизия (полковник С. С. Мартиросян; в составе армии с 1 декабря 1941)
- 3-я армия (генерал-майор Я. Г. Крейзер)
- гарнизон и части ополчения Тулы
  - Бронепоезд № 13
  - Бронепоезд № 16
  - 447-й полк артиллерии Резерва Главного Командования (полковник А. А. Маврин)
  - 702-й противотанковый полк (семь 37-миллиметровых орудий)
- отдельные части и соединения, переброшенные из тыла или с других фронтов:
  - 9-я танковая бригада (подполковник И. Ф. Кириченко; 7 КВ-1, 20 Т-34, 28 Т-40 на 28 октября 1941[11])
  - 173-я стрелковая дивизия (полковник А. В. Богданов)
  - 129-я стрелковая дивизия (полковник А. В. Гладков)
  - 238-я стрелковая дивизия (полковник Г. П. Коротков)
  - 239-я стрелковая дивизия (полковник Г. О. Мартиросян)
  - 34-й гвардейский дивизион реактивной артиллерии (капитан Францев)
  - 84-я морская стрелковая бригада (полковник В. А. Молев)

Соединения 50-й армии, вышедшей из окружения, были немногочисленны:

К 16 октября из состава 50-й армии вышли 217-я (300 чел.), 299-я (400 чел.), 279-я (1500 чел.), 260-я (200 чел.), 154-я (1200 чел.) стрелковые дивизии. По докладу А. И. Еременко к 20 октября 1941 г. в район Белёва вышли 1600 человек из 217-й стрелковой дивизии, 1524 человека — из 290-й, полностью два полка с артиллерией — из 154-й. Для оценки сохранности соединений можно указать численность 217-й стрелковой дивизии на 1 октября — 11 953 человека, 279-я дивизия до начала «Тайфуна» насчитывала 7964 человека. Всего на Белёвский участок вышли 217-я, 290-я, 299-я, 154-я, 258-я стрелковые дивизии 50-й армии. В ходе выхода из окружения 10 октября 1941 г. погиб командующий 50-й армией генерал-майор М. П. Петров. Армию возглавил генерал-майор А. Н. Ермаков.

Помощь советским войскам оказывали партизаны: в тылу в Тульской области в октябре действовали 31 партизанский отряд и 73 диверсионные группы.

## Ход операции

### Выход на окраины Тулы
Опережая выход отступающих частей и соединений советской 50-й армии на новые оборонительные рубежи к плановому сроку 30 октября, 24 октября немецкие войска начали наступление вдоль шоссе Орёл-Тула, а уже 29 октября передовые части подошли к Туле.
24 октября 1941 года с целью обхода плотного заслона на шоссе на Тулу, боевая группа полковника Г. Эбербаха форсировала реку Зуша севернее шоссе и, переправив на другой берег свои танки и артиллерию, начала продвигаться глубоко вперёд, к Плавску, выходя в тыл обороняющимся на шоссе. Тем самым командир 3-й танковой дивизии Г. Брайт вынудил войска 50-й армии отступить в северо-восточном направлении, к Туле.
В тот же день с рубежа Белёв — устье реки Снежедь главный удар в направлении на Тулу нанесли соединения 2-й танковой армии. В первом эшелоне наступал 24-й моторизованный корпус (генерал танковых войск Л. фон Швеппенбург), во втором — 47-й моторизованный корпус (генерал танковых войск Й. Лемельсен). Параллельно, в направлении Белёв — Тула — Алексин, наносили удар 43-й (генерал пехоты Г. Хейнрици) и 53-й (генерал пехоты К. Вайзенбергер) армейские корпуса.
26 октября наступающие немецкие танки группы Эбербаха встретили в районе Плавска части 108-й танковой дивизии (3 KB-1, 7 T-34, 23 лёгких танка на 16 октября), вышедшей из брянского «котла». Форсировав реку севернее заслона на шоссе, 3-я танковая дивизия вынудила защитников Плавска отступить на подготавливаемые с начала октября позиции Тульского боевого участка.
По решению ГКО от 27 октября на прикрытие Тулы со стороны Орловского шоссе были направлены Тульский рабочий полк (слева) и 156-й полк НКВД (справа), которых поддерживала зенитная артиллерия 732-го полка ПВО. Левее рабочего полка, на Воронежском шоссе готовилась к обороне 260-я стрелковая дивизия (200 человек), а на Одоевском шоссе — батальон милиции. На северной окраине города был размещён 447-й полк артиллерии резерва Главного командования, на путях оружейного завода — бронепоезд № 16, а на южной окраине города — 702-й противотанковый полк (семь 37-миллиметровых пушек).
29 октября на рубеж обороны в районе Ясной Поляны была направлена 290-я стрелковая дивизия. В ночь на 30 октября при наступлении немецких танков она оставила свои позиции и отошла на станцию Нижние Присады в 18 км северо-восточнее Тулы. Одновременно с Косой Горы отошла 31-я кавалерийская дивизия, новым местом дислокации которой стал район штаба 50-й армии (в 12 км северо-восточнее Тулы). Таким образом, Ясная Поляна, металлургический завод, посёлок Косая Гора, Ивановские Дачи, деревня Ново-Басово были заняты противником без сопротивления.
29 октября 1941 года создан Южный боевой участок города Тулы, начальником которого назначен майор И. Я. Кравченко. В его распоряжение переданы все наличные части в Туле, а также остатки 290-й стрелковой дивизии, вышедшие в Тулу из-под Ясной Поляны.
С 30 октября по 1 ноября две танковые дивизии (около 100 танков в первом эшелоне) и одна пехотная бригада противника пытались овладеть Тулой, нанося основные удары по Орловскому шоссе, Рогожинскому посёлку и Воронежскому шоссе. К этому времени отойти к Туле успела только часть войск 50-й армии. 69-я бригада войск НКВД по охране особо важных промышленных предприятий (156-й полк) и подчинённые бригаде части гарнизона (732-й зенитный артиллерийский полк ПВО) и ополченцев (Тульский рабочий полк) под командованием И. Я. Кравченко приняли на себя первый удар и сумели удержать оборону до подхода подкреплений. Вечером 30 октября в Тулу прибыла 32-я танковая бригада (5 КВ-1, 7 Т-34, 22 Т-60 и батальон мотопехоты 960 человек), а 31 октября — 34-й гвардейский дивизион реактивной артиллерии (капитан Францев). 31 октября в город также прибыли остатки 154-й и 217-й стрелковых дивизий, вышедших из окружения.
Бои носили ожесточённый характер, однако попытка овладеть городом сходу не удалась. По советским данным, 30 октября защитниками Тулы было отбито 4 танковые атаки (по 20-50 танков и от роты до батальона мотопехоты), 31 октября — 3; и 1 ноября ещё 2 танковые атаки, а также многочисленные атаки отдельных участков фронта группами в 3-5 танков и до взвода пехоты. За три дня боёв подбито 38 танков и уничтожено до 500 солдат и офицеров противника. Потери советских войск составили: 3 подбитых танка, 3 орудия, 4 станковых пулемёта, 5 противотанковых ружей, 84 человек убитыми и 212 ранеными. 1 ноября 1941 в 16:00 в связи с подходом подкреплений к защитникам Тулы Южный боевой участок расформирован и передан 154-й стрелковой дивизии.
В это же время, 31 октября в распоряжение 50-й армии с Дальнего Востока прибыла 413-я стрелковая дивизия (генерал-майор А. Д. Терешков), занявшая оборону на южных подступах к Туле, в районе Дедилово.
2 ноября в район Тулы вышли соединения немецких 2-й и 4-й полевых армий, однако и они не смогли переломить ситуацию, так как были встречены частями 194-й и 238-й стрелковых дивизий, а также остатками вышедшей из окружения 258-й стрелковой дивизии. Фронтальные атаки становились длительными и малорезультативными, также провалились попытки овладеть Тулой путём обхода подошедшими пехотными соединениями вермахта. Благодаря вмешательству вышедших из окружения остатков соединений 50-й армии, ситуацию в районе Тулы удалось стабилизировать. В это же время соединения 3-й армии (генерал-майор Я. Г. Крейзер) отошли на восток, к городу Ефремову.

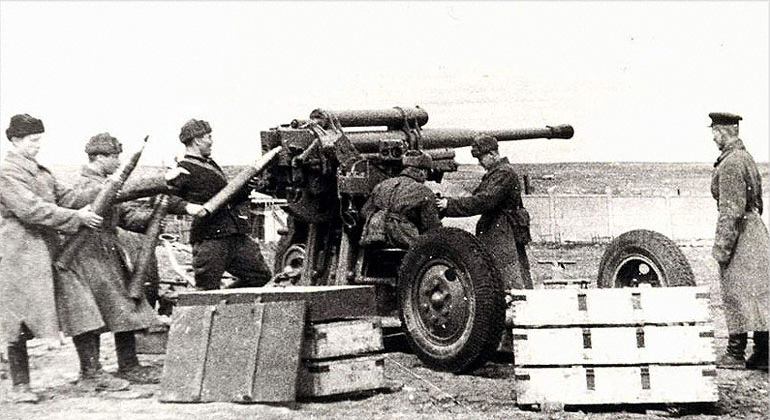
Расчёт 85-мм зенитного орудия 52-К 6-й батареи 732-го зенитно-артиллерийского полка на рубежах обороны.
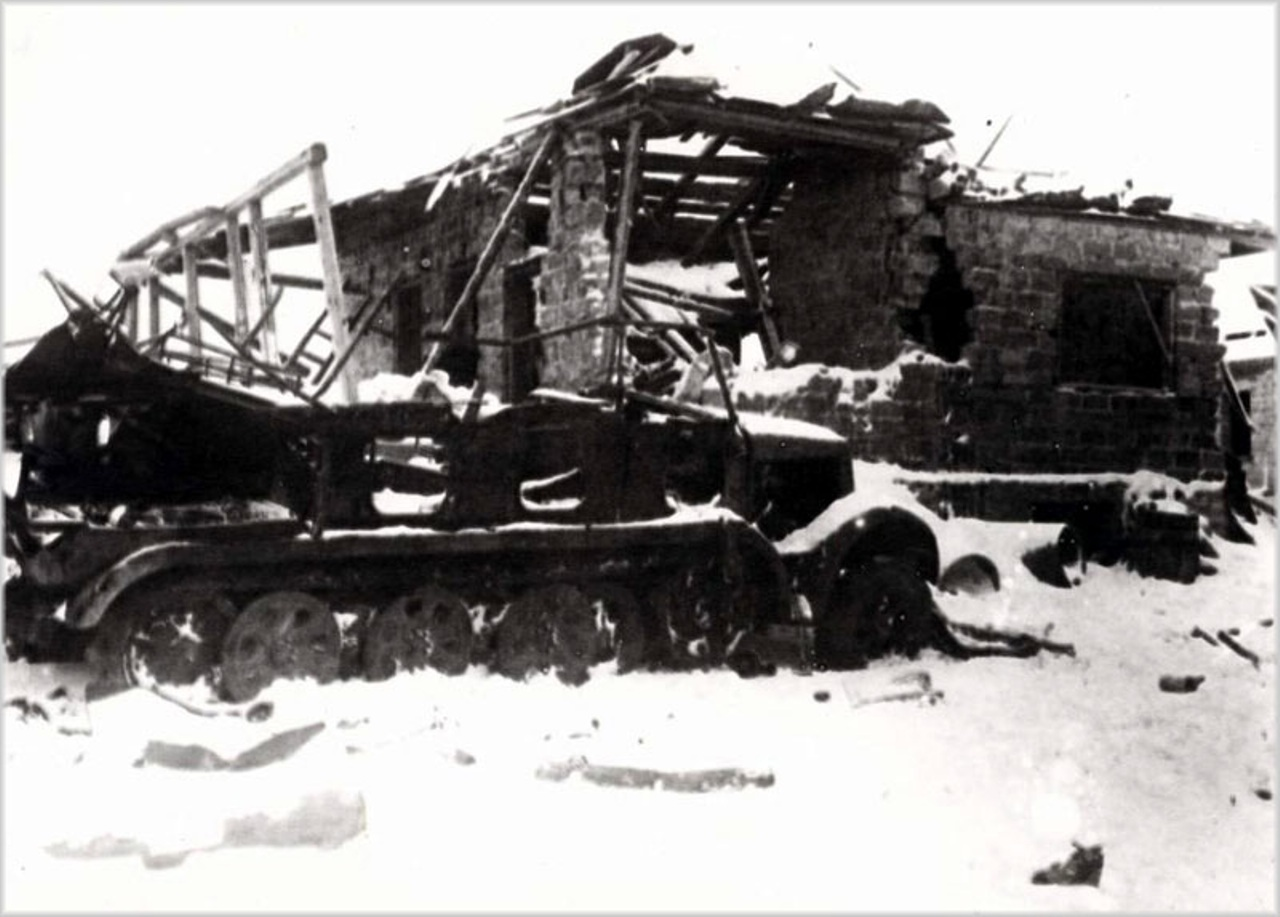
Подбитый полугусеничный тягач Sd.Kfz.11 в Рогожинском посёлке (Тула).

### Первый манёвр на окружение Тулы
В ноябре 1941 года начальником гарнизона г. Тула был назначен И. И. Ющук .
Не добившись успеха, командованием 2-й танковой армии было принято решение об обходе города с юго-востока и востока в общем направлении на Дедилово, Сталиногорск, Венёв, Кашира. Однако немецкое наступление было прекращено в районе Дедилово, так как 7 ноября части 50-й армии из района Тулы и 3-й армии из района Тёплое нанесли контрудар по флангам наступающей группировки.
10 ноября 43-й армейский корпус предпринял удар южнее Алексина с целью выйти на коммуникации 50-й армии и вынудить её оставить Тулу. Однако защитники Тулы отбили и этот удар.
Намереваясь прорвать правый фланг обороны 49-й армии (генерал-лейтенант И. Г. Захаркин) северо-западнее Серпухова (район Угодского Завода), командующий 4-й полевой армией фельдмаршал Г. фон Клюге сосредоточил в лесном массиве 12-й армейский корпус (генерал пехоты Вальтер Шрот). Однако с 11 ноября он сам вынужден был обороняться от перешедших в контрнаступление 2-го кавалерийского корпуса (генерал-майор П. А. Белов), 112-й танковой дивизии (полковник А. Л. Гетман) и 415-й стрелковой дивизии 49-й армии. Части 49-й армии наносили контрудар из района Серпухова вдоль реки Протва во фланг немецкой 4-й армии. Для предотвращения прорыва, на этот участок были переброшены из резерва две пехотные и одна танковая дивизия. И хотя контрудар не привёл к каким-либо существенным изменениям на фронте, он не позволил использовать правофланговые соединения 4-й полевой армии для удара на тульском и московском направлениях. К 17 ноября немецкие части под ударами войск 49-й и 50-й армий вынуждены были перейти к обороне.
Таким образом, предпринятые Вермахтом в первой половине ноября новые попытки захватить Тулу фронтальным ударом с юга, а также обойти её с севера были отражены советскими войсками при активном участии всего населения города.

### Второе генеральное наступление

#### Северо-восточное направление
18 ноября 2-я танковая армия после 10-дневной перегруппировки возобновила наступление. Несмотря на все усилия советской 50-й армии по восполнению потерь личного состава, немецкие войска по-прежнему имели преимущество, в частности, по численности оно составляло 3,2:1, по артиллерии — 3,2:1, по танкам — 3:1. Прорвав оборону 50-й армии, немецкие войска в составе четырёх танковых дивизий, трёх моторизованных дивизий, пяти пехотных дивизий и моторизованного полка «Великая Германия» (полковник Вальтер Хорнляйн) устремились в обход Тулы с юго-востока на Каширу и Коломну. Между левым флангом 50-й армии Западного фронта и правым флангом 3-й армии Юго-Западного фронта образовался разрыв до 50 км. Для того чтобы закрыть эту брешь, Ставка выдвинула в район Сталиногорска из своего резерва 239-ю стрелковую дивизию (полковник Г. О. Мартиросян), которая своими активными действиями улучшила общее положение, но сама попала в окружение.
К исходу 18 ноября немецкие войска захватили Дедилово, где оборонялись 413-я стрелковая дивизия и остатки 299-й стрелковой дивизии, 21 ноября в 16:00 немецкая танковая группа Эбербаха вошла в Узловую и овладела ею, 25-го был занят Сталиногорск. После оставления Красной армией Сталиногорска возникла угроза глубокого прорыва немецких танковых дивизий в районы Венева, Каширы и Зарайска.

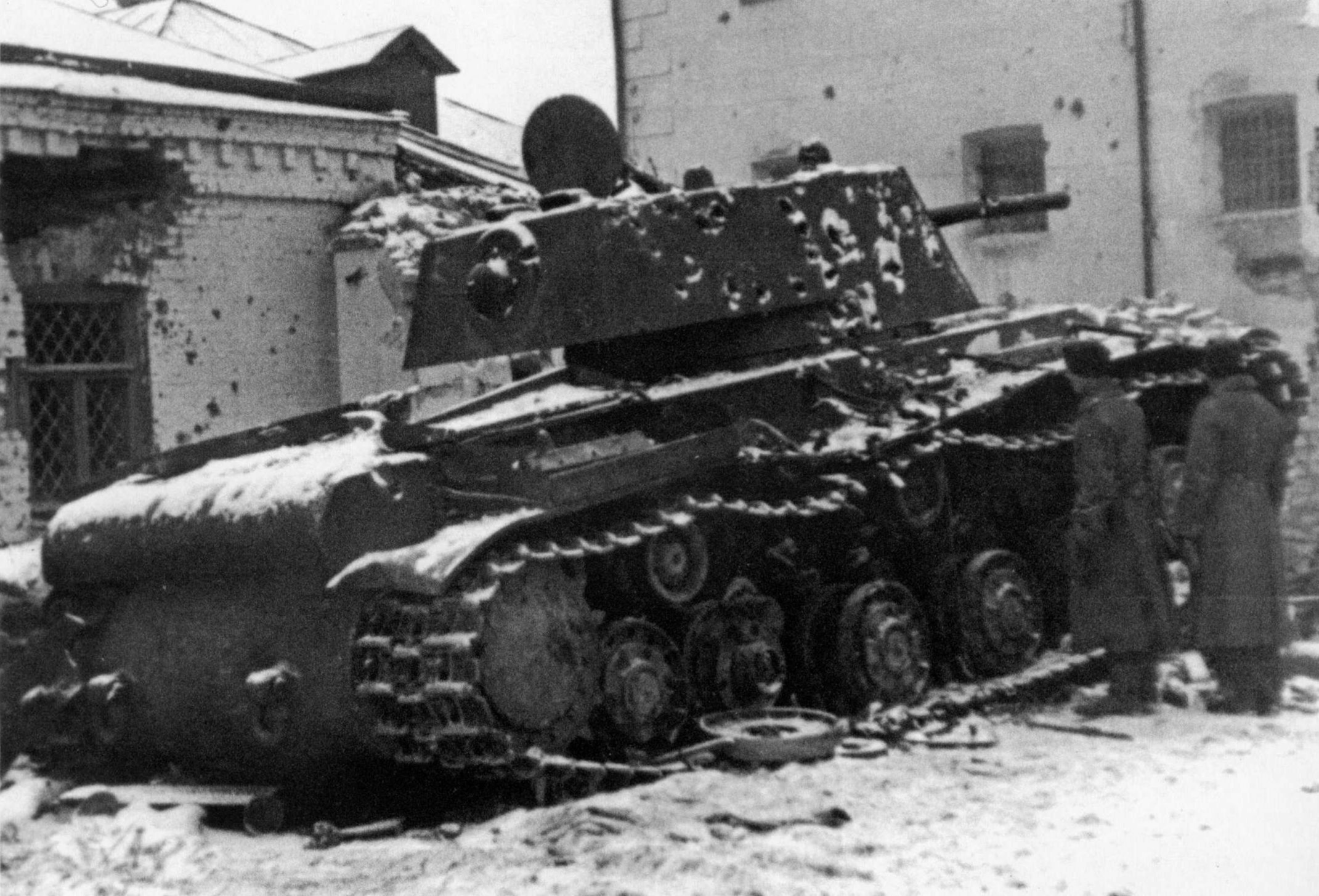
Подбитый у тюрьмы города Венёв танк КВ-1 32-й танковой бригады.

По решению командования Западного фронта был создан Венёвский боевой участок в составе 413-й, 173-й (полковник А. В. Богданов) и 129-й (полковник А. В. Гладков) стрелковых, 31-й кавалерийской дивизии (полковник Я. Н. Пивнев) и танковых соединений (108-я танковая дивизия, 11-я танковая бригада и 125-й танковый батальон). Непосредственно город Венёв и подступы к нему защищали полк 173-й стрелковой дивизии и две танковые бригады.
24 ноября немецкая 17-я танковая дивизия (полковник Рудольф-Эдуард Лихт) обошла город с востока, вынудив его защитников отойти в северном направлении. Однако для развития успеха в сторону Каширы немецкое командование не смогло выделить достаточно крупные силы: войска были скованы обороной частей Красной Армии в районе Тулы, Венёва и других населённых пунктов, и растянуты на фронте более 350 км. Поэтому удар на Каширу предприняла лишь одна 17-я танковая дивизия, передовой отряд которой 25 ноября прорвался к южной окраине города, где был остановлен зенитным артиллерийским дивизионом майора А. П. Смирнова и частями 173-й стрелковой дивизии (21-й дивизии народного ополчения Киевского района). Решением Военного совета фронта 2-й кавалерийский корпус и 112-я танковая дивизия были срочно выведены из боя в районе Серпухова и форсированным маршем переброшены в район Каширы. Подчинив себе 173-ю стрелковую и 112-ю танковую дивизии, 27 ноября корпус совместно с 9-й танковой бригадой (подполковник И. Ф. Кириченко) при поддержке авиации фронта и московской зоны ПВО нанёс контрудар и к 30 ноября отбросил остатки немецкой 17-й танковой дивизии в район Мордвеса. В контрударе также участвовали полк гвардейских миномётов, 35-й и 127-й отдельные танковые батальоны.
Тула оказалась глубоко охваченной с востока.

#### Северное направление
Правому крылу 4-й полевой армии и 4-й танковой группы ставилась задача нанести удар в направлении Серпухов, Лопасня, Подольск, чтобы окружить и уничтожить обороняющиеся советские части северо-западнее и западнее Серпухова. 27 ноября 43-й армейский корпус нанёс удар из района Алексина по правому флангу 50-й армии севернее Тулы. Встречный удар на запад наносила 2-я танковая армия Вермахта силами двух танковых дивизий 24-го моторизованного корпуса с задачей соединиться в районе Кострова, в 25 км севернее Тулы. К исходу дня 3 декабря в районе Ревякино немецкие части 24-го моторизованного корпуса захватили шоссейную и железную дороги Серпухов-Тула, перерезав коммуникации 50-й армии.
Для деблокирования окружённых 4 декабря из района южнее Лаптево силами 340-й стрелковой дивизии (полковник С. С. Мартиросян) и 112-й танковой дивизии во фланг 24-го моторизованного корпуса был нанесён контрудар. С юга одновременно ударили защитники города. В результате наступавшие немецкие части вынуждены были остановиться, а наступление 43-го армейского корпуса успеха вообще не имело.
5 декабря 2-я танковая армия, разбросанная по фронту на 350 км, получила приказ о переходе к обороне. Исчерпав свои наступательные возможности, части 2-й танковой армии начали отход из опасного для неё выступа, образованного северо-восточнее Тулы, на рубеж железная дорога Тула-Узловая, река Дон.
Последний удар по Туле на этом направлении был нанесён силами 296-й пехотной дивизии «Оленья голова» ночью 7 декабря. Атака на западную окраину Тулы со стороны деревни Маслово на пригородный совхоз «Мясново» была отбита, тяжёлые потери при этом понёс батальон 521-го пехотного полка противника.

#### Восточное и юго-восточное направления
Для прикрытия ударной группировки с востока немецкая 2-я танковая армия частью сил (47-й моторизованный корпус) развернула наступление на Скопин, Михайлов, Рязань и Коломну, создав угрозу прорыва к основным коммуникациям, связывающим Москву с центральными и восточными районами СССР. 25 ноября части немецкой 18-й танковой дивизии захватили город Скопин и продвигались на Ряжск. Находясь на стыке Западного и Юго-Западного фронтов, этот участок оказался оголённым. Направленные сюда дивизии резервной 10-й армии находились в пути, поэтому дорога на Рязань фактически оказалась открытой. В связи с этим перемещаемые в Москву из Приволжского военного округа части 84-й морской стрелковой бригады (полковник В. А. Молев) были разгружены в Ряжске и направлены отбивать город Скопин. Разгромив 22 ноября в 20 км северо-западнее Ряжска 15-й моторизованный немецкий полк (полковник Вальтер Вессель) и части 29-й моторизованной пехотной дивизии (генерал-майор Макс Фремерей), 84-я морская стрелковая бригада восстановила положение и 28 ноября освободила Скопин. Вскоре сюда прибыли части 10-й армии. На других участках 47-му моторизованному корпусу существенных результатов добиться также не удалось. Наступление немцев на Рязань было остановлено в районе села Захарово, а на Коломну — в нескольких километрах от Зарайска. Село Захарово Рязанской области (40 км к юго-западу от Рязани) - крайняя восточная точка наступления группы армий "Центр". Однако, по некоторым сведениям, отдельным отрядам немецких диверсантов, в задачу которых входил подрыв железной дороги Москва-Рязань, удалось достичь Рыбного и Луховиц, где они были уничтожены силами местных жителей .
5 декабря левофланговые части 2-й полевой армии Вермахта заняли Елец.

## Советская авиация в обороне Тулы
Для содействия войскам при сражении на подступах к Туле привлекались ВВС Западного и Брянского фронтов, части и соединения ВВС Московского военного округа и Московской зоны противовоздушной обороны, а, также авиационные группы под командованием генералов Г.П. Кравченко и А.А. Демидова.
Советская авиация активно поддерживала войска Брянского и Западного фронтов, защищавших Тулу. За 20 суток было произведено 3750 самолето-вылетов, из которых более 50% для непосредственной поддержки войск на тульском направлении. Воздушные бои отличались исключительным упорством. Немцы оказывали сопротивление.
Истребительная авиация и зенитная артиллерия немецких войск действовали очень активно. Советская авиация в этих боях потеряла большое количество самолетов и экипажей. Так, если 6 ноября в составе ВВС 13 и 50-й армий, 61 смешанной авиационной дивизии, 6-й отдельной разведывательной эскадрильи ВВС Брянского фронта, а также 6-й резервной авиационной группы насчитывалось 42 исправных и 28 неисправных самолетов, то к 10 ноября в строю этих соединений и частей оставалось всего лишь 27 исправных боевых машин и 35 требовали ремонта.
В некоторых авиационных полках исправные самолеты насчитывались единицами. В 6-й резервной авиационной группе строю оставался только один исправный истребитель Як-1. Аналогичное положение было и в других авиационных полках. В результате активных действий наземных войск и авиации наступление немецко-фашистских войск в начале ноября было приостановлено.

## Оборонная промышленность Тулы
Несмотря на эвакуацию большей части предприятий Тулы в восточные районы страны, в городе был налажен выпуск винтовок, автоматов, миномётов, производился ремонт орудий и танков.

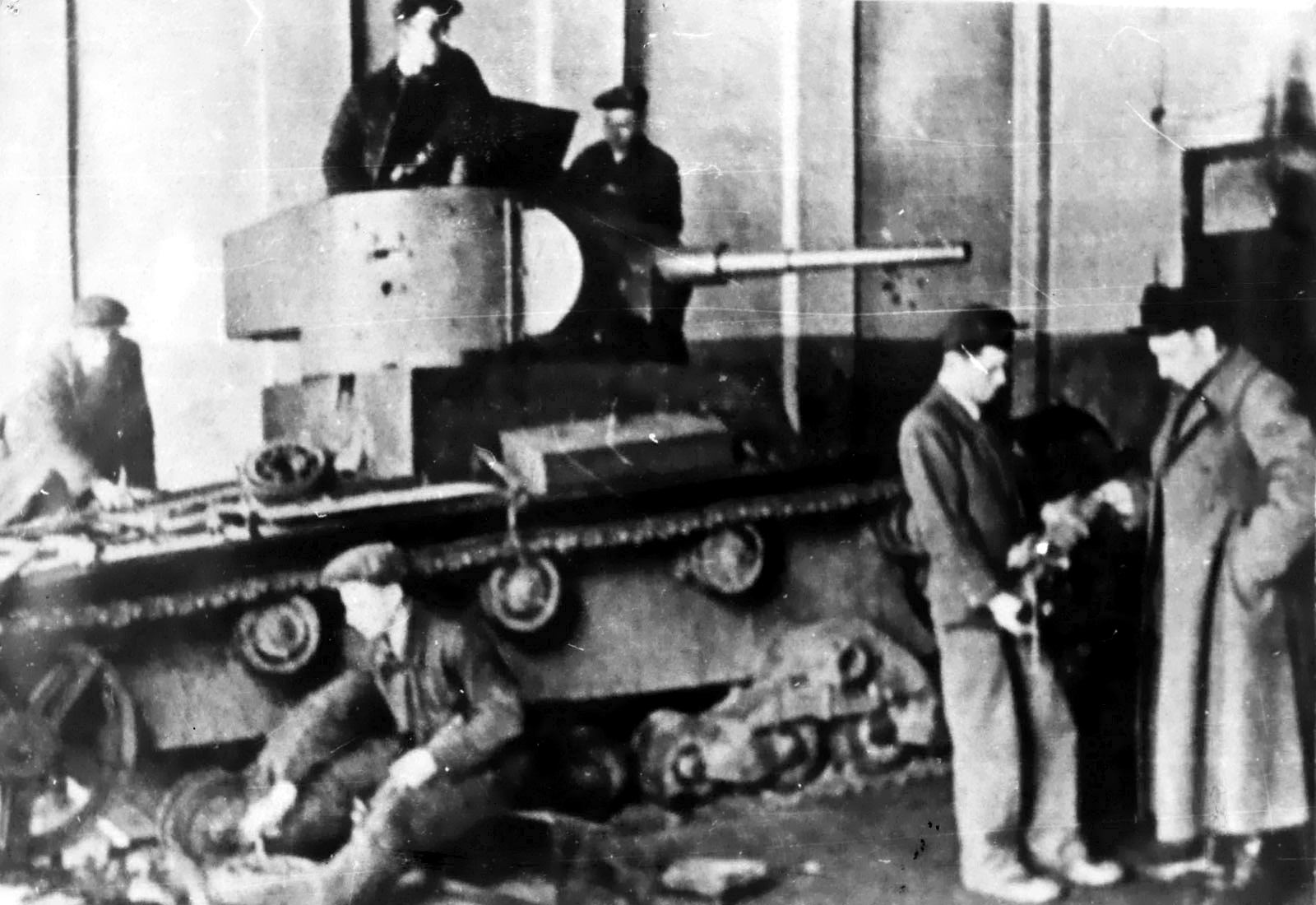
Ремонт легкого танка Т-26 на тульском заводе «Штамп» в дни осады города.
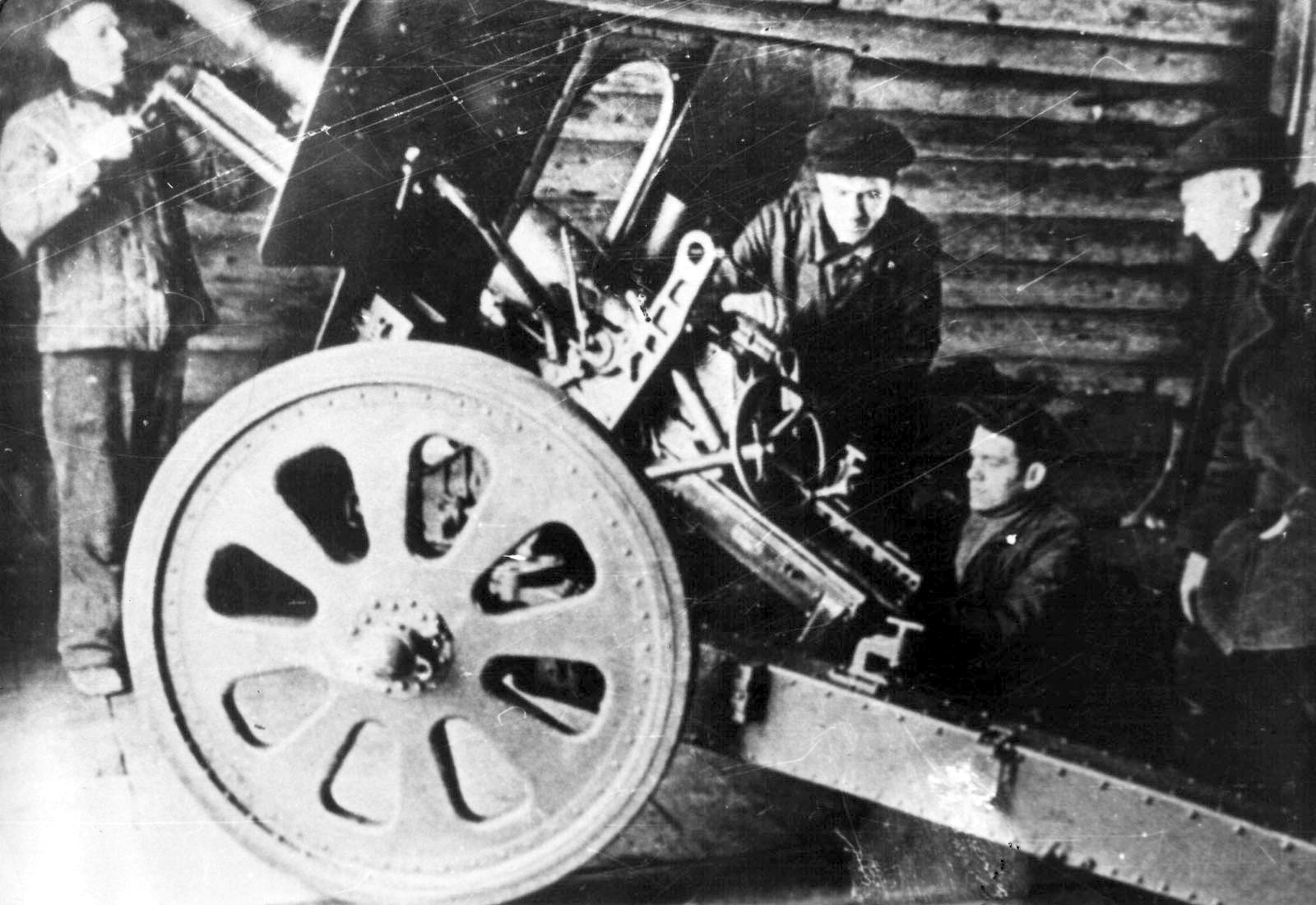
Ремонт советской 76-мм дивизионной пушки Ф-22 в дни обороны Тулы.

## Потери сторон
В результате боевых действий немецкие войска нанесли большой социально-экономический урон Тульской области: в 25 районах области сожжено 19 164 колхозных двора, полностью сожжено и уничтожено 316 деревень, практически полностью разрушены города Епифань, Венёв, Богородицк и Чернь, в 27 районах области разрушено и сожжено 299 школ. Происходили массовые расстрелы и уничтожение местного населения различными способами.
За два месяца оккупации районов Тульской области тульские партизаны уничтожили около 1,5 тыс. солдат и офицеров противника, 15 танков, один самолёт, 150 автомашин и 100 повозок с боеприпасами, 45 мотоциклов, шесть орудий, одну минометную батарею, 18 километров телефонного кабеля. Ими пущено под откос два воинских эшелона, захвачено три паровоза и 350 вагонов, в которых находилось 130 автомашин, 70 мотоциклов, большое количество автоматов, мин, патронов и продовольствия. В частности, один из девяти партизан Героев Советского Союза, удостоенных высокого звания в 1941 году, А. П. Чекалин — входил в состав партизанского отряда, действовавшего на территории Тульской области; также туляку Е. И. Осипенко была вручена медаль «Партизану Отечественной войны» I степени № 1.

## Последствия
В октябре-декабре 1941 года в течение 43 дней ключевой стратегический пункт обороны город Тула находилась в полуокружении, подвергалась артиллерийскому и миномётному обстрелу, воздушным налётам люфтваффе и танковым атакам. Тем не менее, линия фронта на южных подступах к Москве была стабилизирована. Удержание города Тулы обеспечило устойчивость левого фланга Западного фронта, оттянув на себя все силы 4-й полевой армии Вермахта и сорвав планы обхода Москвы с востока 2-й танковой армией. Во время второго генерального наступления немецких войск 18 ноября — 5 декабря, несмотря на некоторые успехи, им также не удалось осуществить прорыв к Москве на южном направлении и выполнить поставленные перед ними задачи.
Таким образом, основная цель операции «Тайфун» в октябре 1941 года достигнута не была: Москва не была взята, и сопротивление советских войск не было сломлено. По оценке историка А. В. Исаева, основными причинами замедления наступления на Москву после завершения окружения войск трёх советских фронтов под Вязьмой и Брянском были эффективные контрмеры советского командования — перегруппировки войск и ведение оборонительных боёв с использованием строившихся с лета 1941 года инженерных сооружений. Более того, система обороны на московском направлении была своевременно восстановлена силами и средствами из резервов Ставки и с других участков фронта, а также из тыловых районов СССР. При этом А. В. Исаев подчёркивает, что часто высказывавшиеся немецкими историками и мемуаристами версии о неблагоприятных природных факторах не следует считать основной причиной замедления наступления на Москву. В частности, бездорожье не помешало боевой группе Эбербаха за 6 дней дойти от реки Зуша (к северу от Мценска) до окрестностей Тулы.
После того как 6 декабря 1941 года активность немецких войск на тульском направлении затихла, советские войска, получив усиление, предприняли контрудар. Началась Тульская наступательная операция, в результате которой угроза обхода Москвы с юга была окончательно ликвидирована, а немецкая группировка на тульском направлении разгромлена.

## Память
За героическую оборону в период Великой Отечественной войны и за успехи в развитии народного хозяйства 3 декабря 1966 года Тула была награждена орденом Ленина. 7 декабря 1976 года за мужество и стойкость, проявленные защитниками Тулы при героической обороне города, сыгравшей важную роль в разгроме немецко-фашистских войск под Москвой в период Великой Отечественной войны, Туле было присвоено почётное звание «Город-герой» с вручением медали «Золотая Звезда».
На улицах Тулы установлены памятники боевой славы — танк Т-34, зенитное орудие, противотанковая пушка, гаубица и «Катюша». Памятными знаками и мемориальными досками отмечены передний край обороны города Тулы и места боёв. В южной части города на площади Победы установлен памятник защитникам Тулы, отстоявшим город в 1941 году: три обелиска в форме штыков и фигуры рабочего и солдата, рядом горит Вечный огонь.

## Оценки и мнения
В разгроме немецких войск под Москвой Туле и её жителям принадлежит выдающаяся роль.
— Маршал Советского Союза Г. К. Жуков

Под Тулой был сорван план фашистов обойти Москву с юга. Враг был отброшен. Но война ещё долго продолжалась. И туляки самоотверженно трудились в тылу, словом и делом поддерживая бойцов переднего края
— В. В. Путин, 8 мая 2003 года, Тула